# 우부풍
우부풍(右扶風)은 중국 전한의 관직으로, 수도 주변 지역인 삼보를 관할하는 특수한 지방 장관이다. 본래는 진나라의 주작중위(主爵中尉)를 계승한 주작도위(主爵都尉)였다. 삼국 시대에 관할 영역이 보통의 군인 부풍군(扶風郡)으로 바뀌면서 관직명도 태수, 즉 부풍태수(扶風太守)로 바뀐다. 당나라때부터는 지금의 바오지시 일대로 고정되었고 바오지시의 전신이 되었다.

## 전한
전한의 수도권을 관할하는 직책은 경조윤, 좌풍익, 우부풍이 있으며 이는 모두 전한의 내사와 관련이 있다. 전한 고제가 옹나라를 정복하고서 농서군과 북지군과 중지군을 세웠는데 우부풍의 관할 영역은 이 중 중지군에 상당한다. 고제 9년(기원전 198년), 전한의 수도권 지역의 군을 폐지하고 진나라처럼 내사를 두면서 중지군도 폐지됐다. 무제 건원 6년(기원전 135년)에 내사의 관할 영역을 좌우로 나누면서 우내사에 옛 위남군과 중지군이 속하고 좌내사에 옛 하상군이 속했다. 태초 원년(기원전 104년)에 우내사의 관할 영역을 나누고 주작도위의 이름을 우부풍으로 고쳐 옛 중지군 영역을 관할하게 했다. 원시 2년(2년)의 인구조사에 따르면 21만 6377호, 83만 6070명, 21현을 관할했다. 현대의 시안시 서부와 바오지시·셴양시 일대에 해당한다.
| 현명   | 한자   | 대략적 위치                               | 비고 |
| ------ | ------ | ----------------------------------------- | --- |
| 위성현 | 渭城縣 | 셴양시 북동                               | 옛 함양으로, 고제 원년(기원전 206년)에 신성(新城)으로 고쳤다가 7년(기원전 200년)에 폐지하고 장안에 속하게 했다. 무제 원정 3년에 위성으로 이름했다. 난지관(蘭池官)이 있다. |
| 괴리현 | 槐里縣 | 셴양시 싱핑시 남동 남좌촌(南佐村)         | 주나라에서는 견구(犬丘)라 했고 서주 의왕의 도읍이었다. 진나라에서 폐구(廢丘)로 이름을 고쳤고 고조 3년(기원전 204년)에 괴리로 고쳤다. 황산궁(黃山宮)이 있어, 혜제 2년(기원전 193년)에 세웠다. |
| 호현   | 鄠縣   | 시안시 후 현                              | 하나라 계가 친 옛 호(扈)나라다. 호곡정(扈谷亭)이 있다. 풍수(鄷水)가 남동에서 나오고, 또 율수(潏水)가 있어 모두 북으로 상림원(上林苑)을 지나 위수로 들어간다. 배양궁(萯陽宮)이 있어 진문왕이 세웠다.                                                                                                 |
| 주질현 | 盩庢縣 | 시안시 저우즈현 종남진                    | 장양궁(長陽宮), 사웅관(射熊館)이 있어 진소왕이 세웠다. 영지거(靈軹渠)는 무제가 뚫었다. |
| 태현   | 斄縣   | 셴양시 우궁현 서 양릉진                   | 주나라의 선조 후직의 봉지. |
| 욱이현 | 郁夷縣 | 바오지시 동, 첸허(千河)와 웨이허의 합류지 | |
| 미양현 | 美陽縣 | 셴양시 우궁 현 북서                       | 《우공》의 기산(岐山)이 북서에 있다. 중수향(中水鄕)은 주대왕(周大王)의 읍이었다. 고천궁(高泉宮)이 있어 진선태후가 지었다. |
| 미현   | 郿縣   | 바오지시 푸펑현 남서                      | 성국거(成國渠)가 위수에서 갈려나와 북동으로 상림에 이르러 몽롱거(蒙籠渠)로 들어간다. 우보도위의 치소 지역이다. |
| 옹현   | 雍縣   | 바오지시 펑샹 현 남                       | 진 혜공의 도읍이었다. 오치(五畤), 태호(太昊), 황제(黃帝) 이하 사당이 303곳 있다. 탁천궁(橐泉宮)은 효공이 지었고 기년궁(祈年宮)은 혜공이 지었고 역양궁(棫陽宮)은 소왕이 지었다. 철관이 있었다. |
| 칠현   | 漆縣   | 셴양시 빈 현                              | 칠수(漆水)가 서쪽에 있다. 철관이 있었다. |
| 순읍현 | 栒邑縣 | 셴양시 쉰이현 북동                        | 빈향(豳鄉)이 있는데 시경의 빈(豳)나라로 공류의 도읍이었다. |
| 유미현 | 隃麋縣 | 바오지시 첸양현 동                        | 황제자사(黃帝子祠)가 있다. |
| 진창현 | 陳倉縣 | 바오지시 동 진창 옛 성                    | 상공(上公), 명성(明星), 황제손(黃帝孫), 순처(舜妻) 육(育) 총사(冢祠)가 있다. 우양궁(羽陽宮)이 있어 진무왕이 지었다. |
| 두양현 | 杜陽縣 | 바오지시 린유현 북서                      | 두수와 위수의 합류지다. |
| 견현   | 汧縣   | 바오지시 룽현 남                          | 오산(吳山)이 서쪽에 있는데, 고문에선 견산(汧山)이라 한다. 옹주산(雍州山)이다. 북으로 포곡향(蒲谷鄕)에 현중곡(弦中谷)이 있어, 옹주 현포수(弦蒲藪)다. 견수(汧水)가 북서에서 나와서 위수로 들어간다. 예수(芮水)가 북서에서 나와서 경수(涇水)로 들어간다. 《시경》의 예국(芮𨸰)으로 옹주천(雍州川)이다. |
| 호치현 | 好畤縣 | 바오지시 첸 현 동                         | 궤산(垝山)이 동쪽에 있다. 양산궁(梁山宮)이 있는데 진시황이 지었다. |
| 괵현   | 虢縣   | 바오지시 서                               | 황제자사(黃帝子祠)와 주문왕사(周文王祠)가 있다. 괵궁(虢宮)은 진선태후가 지었다. |
| 안릉현 | 安陵縣 | 셴양시 북동                               | 혜제가 설치했다. |
| 무릉현 | 茂陵縣 | 셴양시 싱핑 시 북동                       | 무제가 설치했다. 6만 1817호, 27만 1277명. |
| 평릉현 | 平陵縣 | 셴양시 북서                               | 소제가 설치했다. |
| 무공현 | 武功縣 | 바오지시 메이현 동                        | 태일산(太壹山), 곧 고문의 종남(終南), 또 수산(垂山), 곧 고문의 돈물(敦物), 모두 현 동쪽에 있다. 야수(斜水)는 아령산(衙領山) 북쪽에서 나와 미에 이르러 위수로 들어간다. 포수(褒水)도 아령에서 나와 남정에 이르러 면수로 들어간다. 수산·야수·포수 세 곳에 사당이 있다.                                |

왕망(王莽)이 신나라를 세우고서는 다음 현의 이름을 고쳤다.
| 전한       | 신         |
| ---------- | ---------- |
| 위성(渭城) | 경성(京城) |
| 괴리(槐里) | 괴치(槐治) |
| 욱이(郁夷) | 욱평(郁平) |
| 칠(漆)     | 칠치(漆治) |
| 유미(隃麋) | 부정(扶亭) |
| 두양(杜陽) | 통두(通杜) |
| 호치(好畤) | 호읍(好邑) |
| 안릉(安陵) | 가평(嘉平) |
| 무릉(茂陵) | 선성(宣城) |
| 평릉(平陵) | 광리(廣利) |
| 무공(武功) | 신광(新光) |

## 후한
15성 71,352호 93,091명을 거느렸다. 후한말 헌제 탈출전시기 이각, 곽사의 난으로 경조윤, 좌풍익과 함께 크게 황폐화되었다.
| 현명     | 한자     | 대략적 위치            | 비고                                                                                        |
| -------- | -------- | ---------------------- | ------------------------------------------------------------------------------------------- |
| 괴리현   | 槐里縣   | 셴양시 싱핑 시 남동    |                                                                                             |
| 안릉현   | 安陵縣   | 셴양시 북동            |                                                                                             |
| 평릉현   | 平陵縣   | 셴양시 북서            |                                                                                             |
| 무릉현   | 茂陵縣   | 셴양시 싱핑 시 북동    |                                                                                             |
| 호현     | 鄠縣     | 시안시 후 현           |                                                                                             |
| 미현     | 郿縣     | 바오지시 푸펑현 남서   |                                                                                             |
| 무공현   | 武功縣   | 바오지시 메이현 동     | 65년(후한 명제 영평 8년) 복구되었다. 종남산(終南山)에서 개명된 태일산(太一山), 화산이 있다. |
| 진창현   | 陳倉縣   | 바오지시 동 진창 옛 성 | 189년 한안군이 신설되면서 한안군으로 이관되었다.                                            |
| 견현     | 汧縣     | 바오지시 룽현 남       | 오악산(吳岳山), 회성(回城)이 있다.                                                          |
| 유미후국 | 隃麋候國 | 바오지시 첸양현 동     | 189년 한안군이 신설되면서 한안군으로 이관되었다.                                            |
| 옹현     | 雍縣     | 바오지시 펑샹 현 남    | 철광석 채굴지가 있다. 189년 한안군이 신설되면서 한안군으로 이관되었다.                      |
| 순읍현   | 栒邑縣   | 셴양시 쉰이현 북동     | 빈향(豳鄕)이 있다.                                                                          |
| 미양현   | 美陽縣   | 셴양시 우궁 현 북서    | 기산(岐山)과 주성(周城)이 있다.                                                             |
| 칠현     | 漆縣     | 셴양시 빈 현           | 칠수와 철광석채굴지가 있다. 194년 본현에 신평군을 설치했다.                                 |
| 두양현   | 杜陽縣   | 바오지시 린유현 북서   | 137년(후한 순제 영화 2년) 복구되었다. 189년 한안군이 신설되면서 한안군으로 이관되었다.      |

## 위진
헌제탈출전시기 크게 황폐화되고 옹주가 설치되면서 풍익군으로 강등되었다. 220년년경 한안군에서 개명된 한흥군이 폐지되면서 두양현, 옹현, 유미후국, 진창현이 본군으로 돌아왔다. 266년 군의 일부가 시평군으로 분리되었다. 구 주질현 서남쪽에 촉한과 연결된 잔도중 하나인 낙곡이 있어 낙곡 대전이 본군일대에서 발발했다. 서진대에는 6현 23,000호를 거느렸다.
| 현명   | 한자   | 비고 |
| ------ | ------ | --- |
| 괴리현 | 槐里縣 | 266년 시평군으로 이관되었다.                                                                                    |
| 호현   | 鄠縣   | 266년 시평군으로 이관되었다.                                                                                    |
| 무공현 | 武功縣 | 266년 시평군으로 이관되었다.                                                                                    |
| 미양현 | 美陽縣 | |
| 미후국 | 郿候國 | 서진대 부풍군의 치소가 되었다.                                                                                  |
| 옹현   | 雍縣   | 후상(候相)이 민정을 맡았고 황제, 태호(太昊)등의 신을 모시는 303개의 사당이 있었다.                              |
| 유미현 | 隃麋縣 | 서진초에 폐지되었다.                                                                                            |
| 두양현 | 杜陽縣 | 서진초에 폐지되었다.                                                                                            |
| 진창현 | 陳倉縣 | |
| 견현   | 汧縣   | 현남쪽에 오산(吳山)이 있다.                                                                                     |
| 평릉현 | 平陵縣 | 조위 초에 시평현으로 개명되었고 266년 시평군으로 이관되었다.                                                    |
| 지양현 | 池陽縣 | 지금의 셴양 시 징양 현 약간 서북에 있던 현으로 서진대에 경조윤에서 본군으로 이관되었고 . 찰알산(巀嶭山)이 있다. |

## 북위
북위 태무제시기인 태평진군연간에 시평군을 통폐합해서 5현을 거느렸다.
| 현명   | 한자   | 대략적 위치         | 비고 |
| ------ | ------ | ------------------- | --- |
| 호치현 | 好畤縣 | 바오지시 첸 현 동   | 북위대의 부풍군 치소가 있었다. 무도성(武都城)이 있었다.                                                                                   |
| 시평현 | 始平縣 | 셴양시 북서         | 온천과 신시성(新市城)이 있다. |
| 미양현 | 美陽縣 | 셴양 시 우궁 현 서  | 487년(북위 효문제 태화 11년)에 무공군이 설치되면서 무공군으로 이관되었다가 446년(태평진군 7년) 무공군을 통폐합하면서 본군으로 내속되었다. |
| 괴리현 | 槐里縣 | 셴양시 우궁 현 북동 | |
| 주질현 | 𥂕厔縣 | 시안시 저우즈현     | 446년(태평진군 7년) 무공군을 통폐합하면서 본군으로 내속되었다.                                                                            |

## 남조
황하서쪽 옹주, 진주, 양주의 주민들이 영가의 난으로 고향이 크게 황폐화되면서 난양 시, 샹양 시일대로 이주했고 이에 따라 부풍군의 일부 현이 그곳으로 교치되었다. 457년(유송 무제 대명 원년)에 위창현(魏昌縣)이 폐지되었다. 송나라때는 3현 2,157호 7,290명을 거느렸다.
| 현명   | 한자   | 대략적 위치        | 직위 | 비고                   |
| ------ | ------ | ------------------ | ---- | ---------------------- |
| 축양현 | 築陽縣 | 샹양 시 구청 현 동 | 令   |                        |
| 미현   | 郿縣   |                    | 令   |                        |
| 범양현 | 泛陽縣 |                    | 令   | 남향군에서 이관되었다. |

## 수
대업초 수양제시기에 설치되었다. 주현제를 실시할 때는 기주(岐州)라고 칭했다. 9현 92,223호를 거느렸다.
| 현명   | 한자   | 대략적 위치                      | 비고 |
| ------ | ------ | -------------------------------- | --- |
| 옹현   | 雍縣   | 바오지 시 펑샹 현                | 북위에서는 진평군(秦平郡)을 본현에 설치했고 서위는 기산군(歧山郡)으로 개명되었으나 583년(수 문제 개황 3년) 폐지되었다. 대업초에 부풍군이 설치되었다. 기양궁(岐陽宮)이 있다. |
| 기산현 | 岐山縣 | 바오지 시 치산 현 북동 기산 남쪽 | 북주에서는 삼룡현(三龍縣)으로 칭했으나 596년(수 문제 개황 16년)지금의 이름으로 개명했다. 또한 북위의 주성현(周城縣)이 있었는데, 북주때 폐지되었다. 기산이 있다. |
| 진창현 | 陳倉縣 | 바오지 시                        | 북위에서는 완천현(宛川縣)이라고 했으나 서위에서 복구했다. 북주는 본현에 현주(顯州)를 설치하고 심주(尋州)의 현을 폐했다. 598년(수 문제 개황 18년) 지금의 이름으로 설치되었다. 진창산(陳倉山), 관관(關官)이 있다. |
| 괵현   | 虢縣   | 바오지 시 천창구 천하진 근처     | 북위는 본현에 무도군을 세웠고 서위는 현의 이름을 낙읍현(洛邑縣)으로 개명했다. 북주는 삭주로 승격시켰으나 군으로 다시 격하시켰고 수나라 개황초에 폐지되었다. 대업초에 지금의 이름으로 개명되었다. |
| 미현   | 郿縣   | 바오지 시 메이 현 상흥진         | 평양현(平陽縣)으로 불렸다가 서위에서 미성현으로 개명했다. 북주는 주성현(周城縣)을 통폐합했다. 598년 주성현에서 위빈현(渭濱縣)으로 개명되었고 606년(수 양제 대업 2년) 지금의 이름으로 개명되었다. 북주에서 또 운주(雲州)를 설치했으나 건덕연간에 폐지되었다. 안인궁(安仁宮), 봉천궁(鳳泉宮), 태백산(太白山), 오장원이 있다. |
| 보윤현 | 普閏縣 | 바오지 시 린유 현 서             | 대업초에 신설되었다. 인수궁(仁壽宮), 칠수(漆水), 기수(岐水), 두수(杜水)가 있다. |
| 견원현 | 汧源縣 | 바오지 시 룽 현                  | 서위는 본현에 농동군(隴東郡)과 견음현(汧陰縣)을 세우고 동진주에 소속시켰으나 현명은 두양현으로 개명했고 주는 농주(隴州)로 바꿨다. 북주는 현음현으로 개명했다. 583년 농동군을 폐지했고 585년 지금의 이름으로 개명되었다. 607년(수 양제 대업 3년)농주가 폐지되었다. 관관과 농산(隴山), 견산(汧山), 견수(汧水)가 있다.        |
| 견양현 | 汧陽縣 | 바오지 첸양 현                   | 본래 견양군이 있었지만 북주에서 폐지했다. |
| 남유현 | 南由縣 | 바오지 시 진타이구 금하진        | 북위대 신설되었다. 서위때 진으로 격하되었다가 북주에서 현으로 복구했다. 또한 장사현(長蛇縣)이 있었지만 개황말에 본현에 통폐합되었다. 관관과 반룡산(盤龍山)이 있다. |

## 당
당나라가 주현제를 실시함에 따라 기주(岐州)로 불렸다가 당 현종시기 일시적으로 군현제가 실시되면서 부풍군이라 불리게 되었다. 757년 봉상부로 승격되었다. 당나라 이후 본군의 연혁에 대한 자세한 내용은 봉상부참조.

## 같이 보기
- 좌풍익